# Paljakka (sjö)
Paljakka är en del av sjön Suvasvesi i Finland.   Den ligger i landskapet Norra Savolax.